# Chaplin som Selskabsmand
Chaplin som Selskabsmand er en amerikansk stumfilm fra 1917 af Charles Chaplin.

## Medvirkende
- Charles Chaplin
- Edna Purviance
- Eric Campbell
- Henry Bergman
- Albert Austin